# Hasse Ekman
Hasse Ekman, właśc. Hasse Gösta Ekman (ur. 10 września 1915 w Sztokholmie, zm. 15 lutego 2004 w Marbelli, Hiszpania) – szwedzki aktor, reżyser i scenarzysta.

## Pochodzenie
Hasse Ekman pochodzi ze znanej szwedzkiej rodziny związanej z filmem. Był synem bardzo popularnego szwedzkiego aktora Gösty Ekmana seniora i ojcem aktorów: Gösty Ekmana juniora, Stefana Ekmana, a także reżysera teatralnego i filmowego Mikaela Ekmana. Jego wnuczką jest aktorka Sanna Ekman.

## Filmografia

### Aktor
Wystąpił w ponad 50 filmach, m.in. w reżyserii Ingmara Bergmana.
- 1924: Młody książę zdobywa dziewczynę i nagrodę (Unga greven tar flickan och priset) jako ciekawski chłopak
- 1933: Hemslavinnor jako Kurt Rosenqvist
- 1933: En natt på Smygeholm jako Leonard Barring
- 1936: Intermezzo jako Hans Ekman
- 1937: John Ericsson – segraren vid jako Hampton Roads
- 1938: Med folket för fosterlandet jako Hjalmar Karlsson
- 1938: Blixt och dunder jako Bertil Bendix
- 1939: Kadettkamrater jako Bertil Winge
- 1940: Czerwcowa noc (Juninatten) jako dziennikarz Willy Wilson
- 1940: Med dej i mina armar jako sekretarz Svanberga (jako głos)
- 1941: Första divisionen jako Gunnar Bråde
- 1941: Livet går vidare jako Ludvig Bourg
- 1942: Lågor i dunklet jako student Per Sahlen
- 1942: Lyckan kommer jako głos spikera radiowego
- 1943: På liv och död jako Kirre Granlund
- 1943: Ombyte av tåg jako Kim Lundell
- 1943: Sjätte skottet jako mężczyzna z Marguerite na stacji kolejowej
- 1944: En dag skall gry jako Rutger von Brewitz
- 1944: Jag är eld och luft jako Tore Ekström
- 1944: Stopp! Tänk pa nagot annat jako Karsten Kirsewetter
- 1945: Kungliga patrasket jako Tommy Anker
- 1945: Vandring med månen jako Ernst Törsleff
- 1945: Fram för lilla Märta eller På livets ödesvägar jako Kurre
- 1946: I dödens väntrum jako Dr Vilhelm Canitz
- 1946: Kiedy brama była zamknięta (Medan porten var stängd) jako kapitan Von Breda
- 1946: Möte i natten jako Åke Bergström
- 1948: Lilla Märta kommer tillbaka jako Curt Svensson
- 1948: Var sin väg jako dr Tage
- 1948: Banketten jako Hugo Stenbrott
- 1949: Dziewczyna z trzeciego rzędu (Flickan från tredje raden) jako Sture Anker
- 1949: Więzienie (Fängelse) jako Martin Grande
- 1949: Pragnienie (Törst) jako Doktor Rosengren
- 1950: Hjärter knekt jako Anders Canitz
- 1951: Dom wariatów (Dårskapens hus) jako Fänrik Bråde/Kim
- 1953: Szklana góra (Glasberget) jako Stellan Sylvester
- 1953: Wieczór kuglarzy (Gycklarnas afton) jako Frans
- 1954: Gabrielle jako Kjell Rodin
- 1958: Jazzgossen jako Teddy Anker
- 1959: Fröken Chic jako Buster Carell
- 1960: Pa en bänk i en park jako Stig Brender
- 1960: Kärlekens decimaler jako Karl Krister 'Charlie' Gedelius

### Reżyser
- 1940: Med dej i mina armar
- 1941: Första divisionen
- 1942: Lyckan kommer
- 1942: Lågor i dunklet
- 1943: Sjätte skottet
- 1943: Ombyte av tåg
- 1944: Nadejdzie świt (En dag skall gry)
- 1944: Som folk är mest
- 1944: Excellensen
- 1945: Kungliga patrasket
- 1946: I dödens väntrum
- 1946: Kiedy brama była zamknięta (Medan porten var stängd)
- 1946: Möte i natten
- 1948: Lilla Märta kommer tillbaka
- 1948: Var sin väg
- 1948: Banketten
- 1949: Dziewczyna z trzeciego rzędu (Flickan från tredje raden)
- 1950: Hjärter knekt
- 1950: Dziewczyna z hiacyntami (Flicka och hyacinter)
- 1950: Den vita katten
- 1951: Dom wariatów (Dårskapens hus)
- 1952: Eldfågeln
- 1953: Vi tre debutera
- 1954: Gabrielle
- 1956: Sjunde himlen
- 1956: Ratataa
- 1957: Med glorian på sned
- 1957: Poszukuje się letniska (Sommarnöje sökes)
- 1958: Jazzgossen
- 1958: Den store amatören
- 1959: Fröken Chic
- 1960: Pa en bänk i en park
- 1960: Kärlekens decimaler
- 1961: Stöten
- 1963: Min kära är en ros
- 1964: Äktenskapsbrottaren
- 1965: Niklassons

### Scenarzysta
- 1938 Blixt och dunder
- 1940 Swing it magistern
- 1940 Hjältar i gult och blått
- 1940 Med dej i mina armar
- 1940 Karl för sin hatt
- 1941 Spökreportern
- 1941 Första divisionen
- 1941 Magistrarna på sommarlov
- 1942 Lyckan kommer
- 1942 Lågor i dunklet
- 1943 Örlogsmän
- 1943 På liv och död
- 1944 Dag skall gry, En
- 1944 Som folk är mest
- 1945 Kungliga patrasket
- 1946 I dödens väntrum
- 1946 Kärlek och störtlopp
- 1946 Kiedy brama była zamknięta (Medan porten var stängd)
- 1946 Möte i natten
- 1948 Lilla Märta kommer tillbaka
- 1948 Var sin väg
- 1948 Mens porten var lukket
- 1948 Banketten
- 1949 Dziewczyna z trzeciego rzędu (Flickan från tredje raden)
- 1950 Kyssen på kryssen
- 1950 Hjärter knekt
- 1950 Dziewczyna z hiacyntami (Flicka och hyacinter)
- 1950 Den vita katten
- 1951 Dom wariatów (Dårskapens hus)
- 1952 Eldfågeln
- 1953 Vi tre debutera
- 1953 Szklana góra (Glasberget)
- 1953 Resan till dej
- 1954 Gabrielle
- 1956 Sjunde himlen
- 1956 Ratataa
- 1957 Med glorian på sned
- 1958 Jazzgossen
- 1958 Den store amatören
- 1959 Fröken Chic
- 1959 Det svänger pa slottet
- 1959 Himmel och pannkaka
- 1960 Pa en bänk i en park
- 1960 Kärlekens decimaler
- 1964 Äktenskapsbrottaren